# Veresszéki-forrás (Kászonjakabfalva)
A Veresszéki-forrás Kászonjakabfalvától délkeletre, a Bor pataka völgyében található.

## Leírása
A régebben borányéki Balás-forrás, Szent György, Pan, Salvator néven is ismert Veresszéki borvízforrás Balázsi család tulajdonában volt. 1894-ben dr. Lengyel Béla budapesti egyetemi tanár vegyelemezte a forrás vizét, melyet Balázsi S. József még abban az évben palackozni kezdett Borányéki borvíz néven. A századfordulóra Kászonfürdő és Veresszéki borvíztelep is csődbe ment, a vállalkozást Boldizsár Lajos veszi át a Balázsiaktól. 1920-ban az örmény származású sepsiszentgyörgyi dr. Fogolyán Kristóf lesz a telep új bérlője. Dr. Fogolyán Pán-forrásra változtatta a borvíz nevét, melyet 1926-ban egy kútházzal fedett be. A kútház terveit, valamint a Pán borvíz címkéjét és plakátját a híres Kós Károly építész tervezete. A későbbi bérlők Salvator és Szent György forrás néven értékesítették a forrás vizét, amelyet 1956-ig palackoztak. Az ezt követő időszakban bezárták az üzemet, csak a helyiek hordták saját használatra a borvizet, akik szerint „Akinek nincsen gyomorsava, ezt a vizet kellett igya”. (András Ignác: Kászonszék népi gyógyászata). Az 1990-es évek elején rövid ideig újból értékesítették a forrás vizét, ami ezúttal Veresszéki néven került forgalomba. Jelenlegi tulajdonosa a telepet rendbehozatta, környékét parkosította, felújította a Kós Károly által tervezett épületet is.

## Jellegzetessége
Kalcium-magnézium-hidrogén-karbonát típusú ásványvíz.

## Gyógyhatása
A Veresszéki borvizet ivókúrában légző- és emésztőszervvel kapcsolatos betegségekben, a fürdőkúrát a szív-és érrendszeri problémákkal küzdő betegek gyógyítására használták.